# Tricholinum orientale
Tricholinum orientale är en stekelart som beskrevs av Setsuya Momoi 1970. Tricholinum orientale ingår i släktet Tricholinum och familjen brokparasitsteklar. Inga underarter finns listade i Catalogue of Life.